# Tog kørte over drejeskive. Assens
Den 19. maj 1944 kørte morgentoget fra Tommerup ud over drejeskiven og gennem sporstopperen i Assens. Toget – fremført af A 157 standsede midt på Willemoesgade.
- Morgengodstog kunne ikke standse. Assens (1948)
- Assens-ulykken (1960)

|  | Denne artikel kan blive bedre, hvis der indsættes geografiske koordinater Denne artikel omhandler et emne, som har en geografisk lokation. Du kan hjælpe ved at indsætte koordinater i wikidata. |